# Subsecretari de stat în Guvernul Ion Antonescu (3)
În Guvernul Ion Antonescu (3) au fost incluși și subsecretari de stat, provenind de la diverse partide.

## Subsecretari de stat
- Subsecretar de Stat la Președinția Consiliului de Miniștri pentru Românizare, Colonizare și Inventar

General Eugen Zwiedineck (2 mai - 4 decembrie 1941)
Titus Dragoș (4 decembrie 1941 - 6 noiembrie 1943)
Ovidiu Al. Vlădescu (6 noiembrie 1943 - 23 august 1944)
- Subsecretar de Stat la Ministerul de Interne

General Ioan (Jak) Șt. Popescu (4 februarie 1941 - 3 ianuarie 1942)
General Constantin Z. Vasiliu (3 ianuarie 1942 - 23 august 1944)
- Subsecretar de Stat la Ministerul de Interne pentru Administrație

Petre Strihan (3 ianuarie 1942 - 23 august 1944)
- Subsecretar de stat la Ministerul Apărării Naționale pentru Armata de Uscat

General Constantin Pantazi (27 ianuarie 1941 - 22 ianuarie 1942)
- Subsecretar de stat la Ministerul Apărării Naționale pentru Înzestrarea Administrației Armatei

General Gheorghe Dobre (27 ianuarie 1941 - 16 septembrie 1942)
- Subsecretar de stat la Ministerul Apărării Naționale pentru Aer

Comandor Gheorghe Jienescu (27 ianuarie 1941 - 23 august 1944)
- Subsecretar de stat la Ministerul Apărării Naționale pentru Marină

Contraamiral Gheorghe Em. Koslinski (27 ianuarie - 4 aprilie 1941)
Contraamiral Nicolae Păiș (4 aprilie 1941 - 19 februarie 1943)
General Nicolae Șova (19 februarie 1943 - 23 august 1944)
- Subsecretar de Stat la Ministerul Economiei Naționale pentru Aprovizionare (din 1 septembrie 1942 Ministerul Economiei Naționale pentru Aprovizionarea Armatei și Populației Civile)

Toma Petre Ghițulescu (4 aprilie - 26 mai 1941)
Dimitrie D. Negel (26 mai - 17 noiembrie 1941)
General Constantin Constantin (subsecretar de Stat la Ministerul Apărării Naționale) (18 noiembrie 1941 - 20 aprilie 1943)
General Constantin Constantin (19 aprilie - 15 iulie 1943)
General Ion Arbore (14 iulie 1943 - 23 august 1944)
- Subsecretar de stat la Ministerul Economiei Naționale pentru Petrol și Exploatări Miniere

Victor Dimitriuc (27 ianuarie - 26 mai 1941)
- Subsecretar de Stat la Ministerul Economiei Naționale pentru Industrie, Comerț și Mine

Stavri Ghiolu (31 august 1942 - 23 august 1944)
- Subsecretar de stat la Ministerul Economiei Naționale pentru Colonizarea Populației Evacuate

General Eugen Zwiedineck (27 ianuarie - 2 mai 1941)
- Subsecretar de stat la Ministerul de Finanțe

Mircea Vulcănescu (27 ianuarie 1941 - 23 august 1944)
- Subsecretar de stat la Ministerul Agriculturii și Domeniilor

Aurelian Pană (27 ianuarie 1941 - 19 martie 1942)
- Subsecretar de Stat la Ministerul Muncii, Sănătății și Ocrotirii Sociale

General Constantin G. Voiculescu (27 ianuarie - 9 iulie 1941)
Dr. Constantin Dănulescu (9 iulie 1941 - 3 iulie 1943)
Ion D. Enescu (3 iulie 1943 - 23 august 1944)
- Subsecretar de Stat la Ministerul Educației Naționale, Cultelor și Artelor

Enric Oteteleșanu (27 ianuarie - 4 decembrie 1941)
Ion C. Petrescu (4 decembrie 1941 - 23 august 1944)
- Subsecretar de Stat la Ministerul Educației Naționale, Cultelor și Artelor pentru Culte și Arte

Ion Sandu (4 februarie 1941 - 23 august 1944)
- Subsecretar de Stat la Ministerul Educației Naționale, Cultelor și Artelor pentru Educație

General Victor Iliescu (15 februarie 1941 - 23 august 1944)
- Subsecretar de Stat la Ministerul Propagandei Naționale

Alexandru Marcu (4 decembrie 1941 - 23 august 1944)

## Sursa
- Stelian Neagoe - "Istoria guvernelor României de la începuturi - 1859 până în zilele noastre - 1995" (Ed. Machiavelli, București, 1995)